# Bällsta station

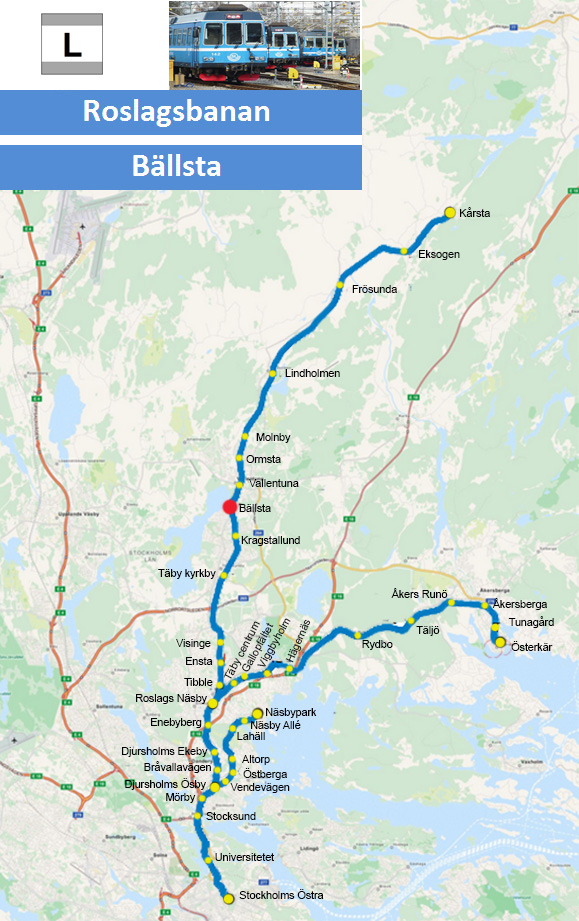

Bällsta station är en järnvägsstation i Vallentuna kommun för Roslagsbanan belägen mellan Vallentuna och Kragstalund. 
Under 2014 då dubbelspår byggdes på sträckan flyttades den tidigare enkelspåriga stationen söderut och där har det byggts en mittplattform med tak och vindskydd. Antalet påstigande en genomsnittlig vintervardag 2022 är cirka 450.

## Galleri

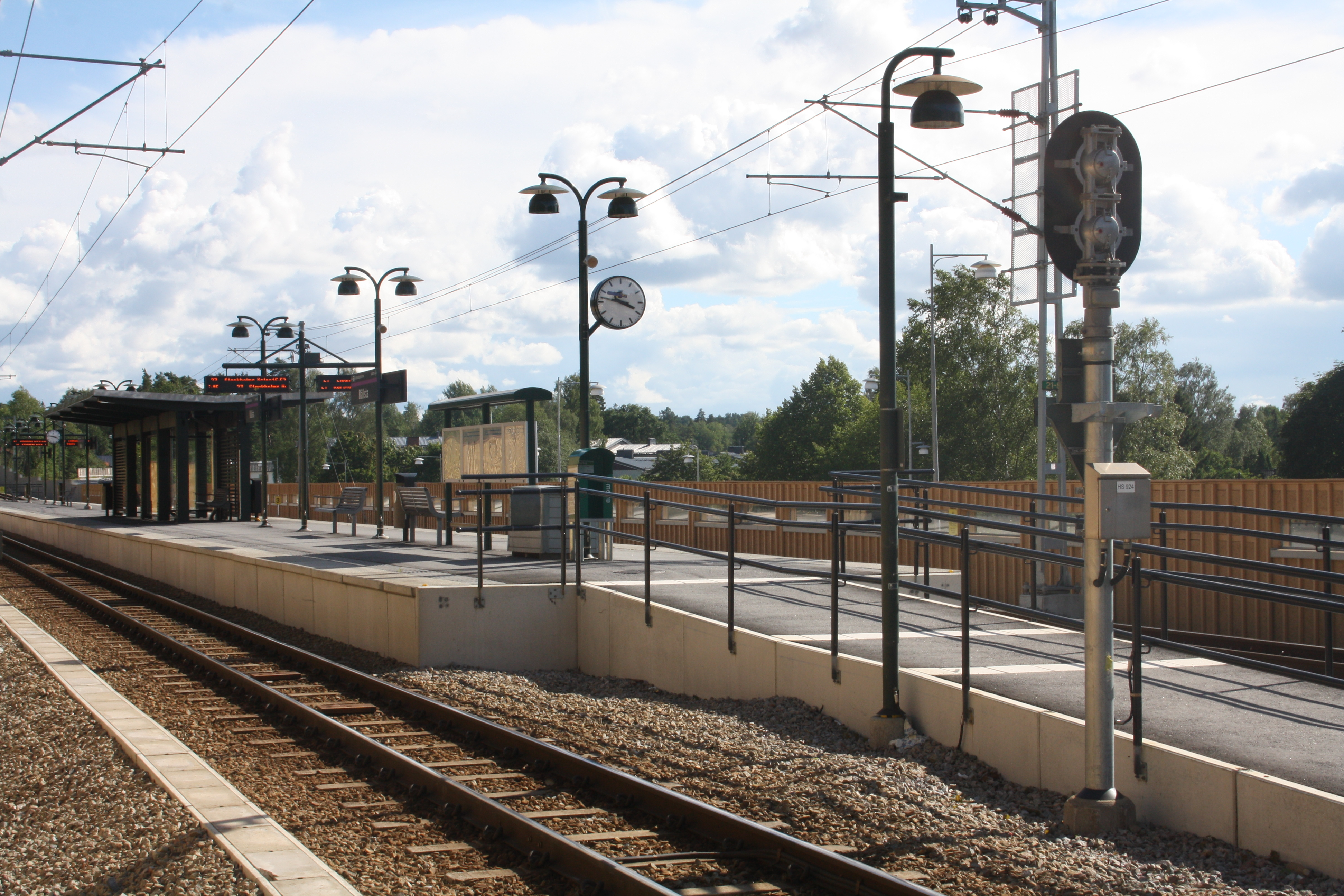
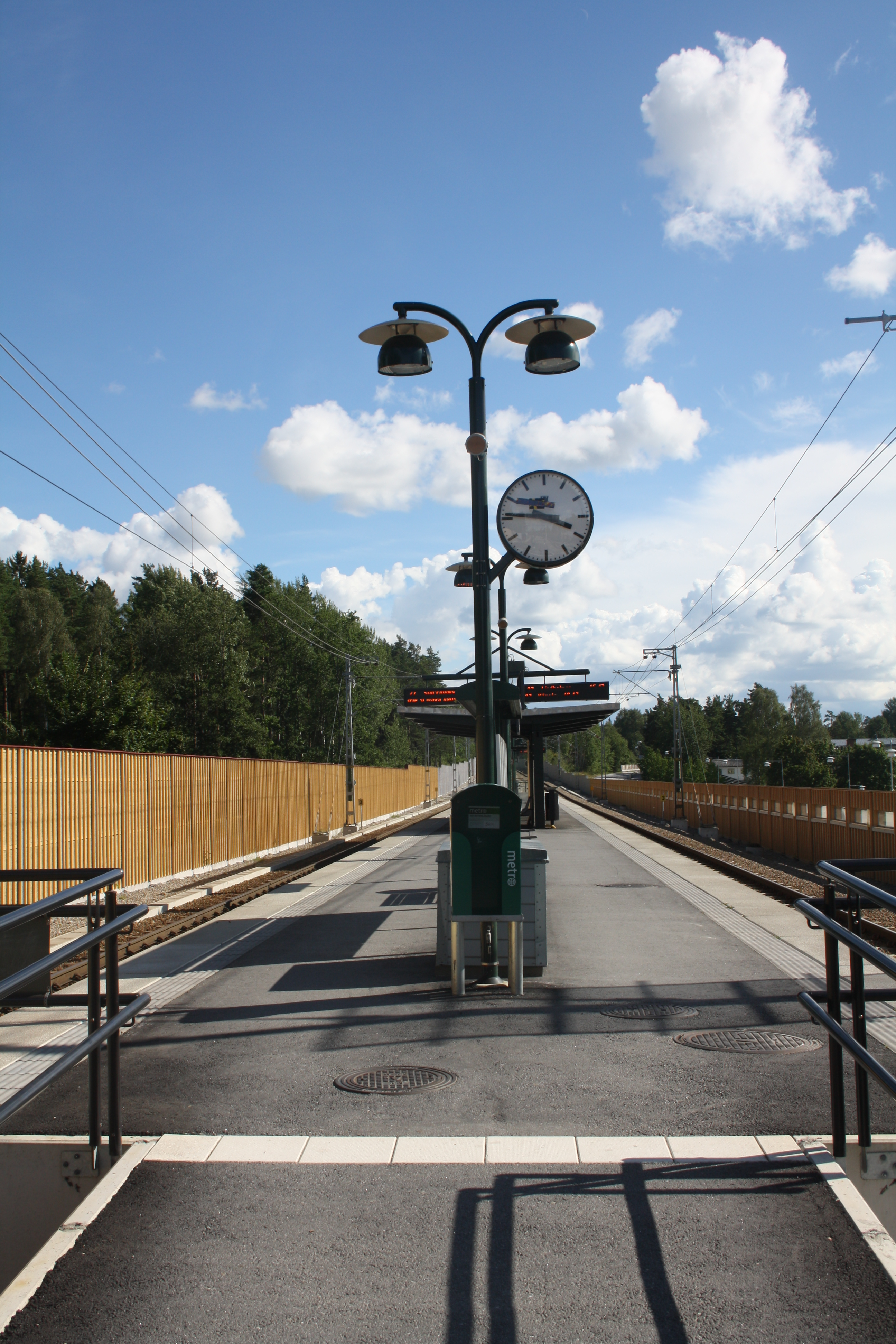
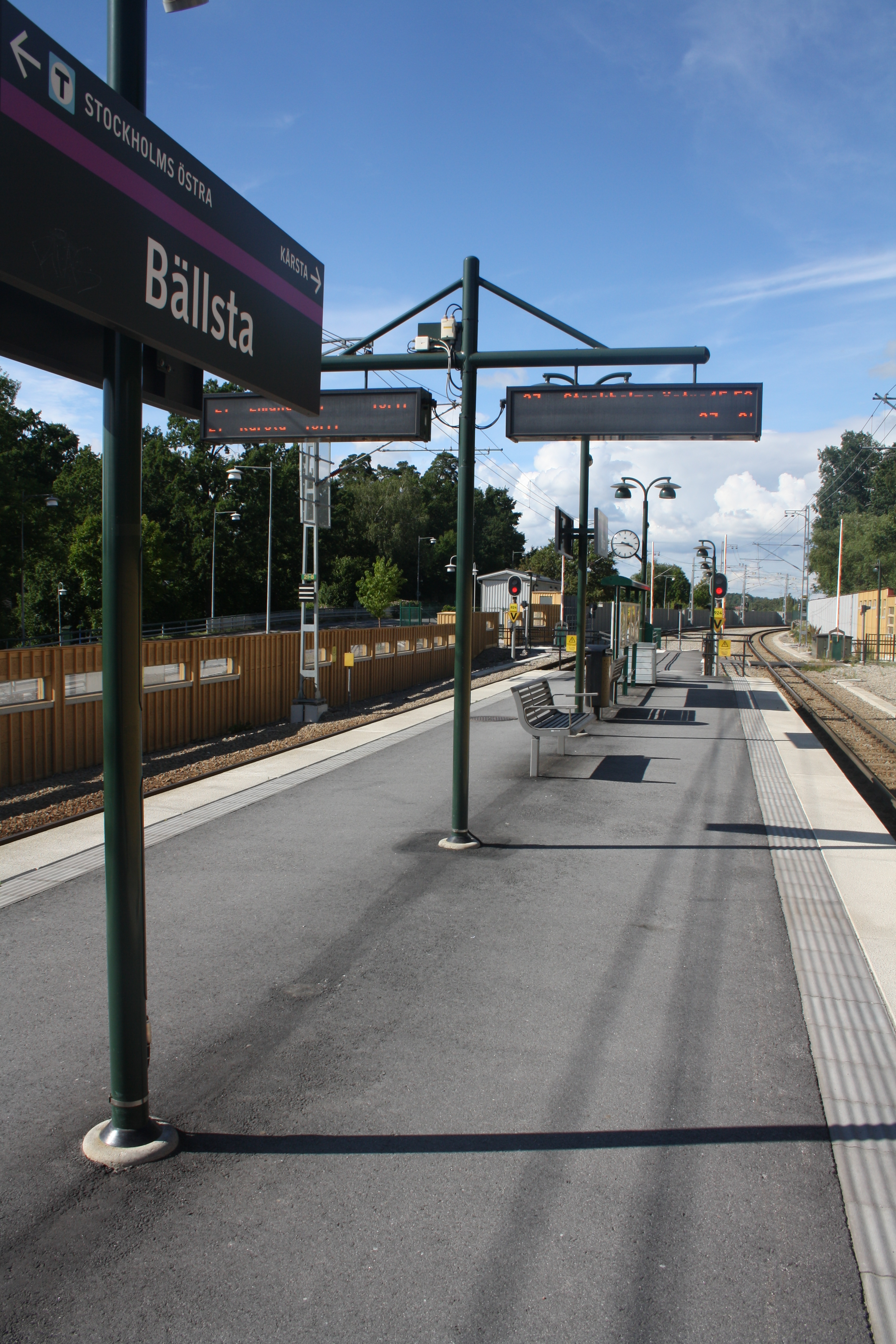